# Bundesverband der Kommunikatoren
Der Bundesverband der Kommunikatoren (BdKom; bis 2019 Bundesverband deutscher Pressesprecher, BdP) ist seit 2003 die führende berufsständische Vereinigung für Presse- und Kommunikationsverantwortliche aus Unternehmen und Organisationen im deutschsprachigen Raum. Mit rund 4300 Mitgliedern ist er der mitgliederstärkste Verband der deutschen Kommunikationsbranche.
Der BdKom stellt Fachmedien und Veranstaltungen als Foren zur Verfügung. Verbandsorgan ist die Zeitschrift KOM.

## Geschichte
Der Verband wurde im Oktober 2003 unter dem Namen Bundesverband deutscher Pressesprecher (kurz BdP) als eingetragener Verein gegründet. Bei der Mitgliederversammlung des Verbands am 11. September 2019 in Berlin beschlossen die Mitglieder eine Umbenennung des Verbandes in Bundesverband der Kommunikatoren (BdKom) und stimmten der dafür benötigten Satzungsänderung zu.  Begründet wurde dies damit, dass die Identifikation mit dem Begriff Pressesprecher abgenommen habe. Zukünftig wolle man auch Kommunikationsverantwortliche außerhalb des Bereichs Media Relations, insbesondere jüngere Kommunikationsverantwortliche aus dem Bereich der Digitalen Kommunikation ansprechen und als Mitglieder gewinnen. Nach erfolgter Satzungsänderung wurde im April 2020 die Verbandsmarke mit neuem Logo und Corporate Design vorgestellt.

## Selbstverständnis
Der Verein vertritt die Interessen seiner Mitglieder auch im parlamentarischen Raum. So schaltete sich der Verein in die Diskussion um die Autorisierung von Interviews ein und macht sich für die Interessen der Kommunikationsbeauftragten in Urheberrechtsfragen stark. Der Verein hat außerdem Richtlinien für die Vergabe von Journalistengeschenken erarbeitet, ebenso für Situationen, die Gegendarstellungen in den Medien erfordern.
Der Verein betreibt aktive Imagearbeit für den Berufsstand, indem er das Berufsbild des Pressesprechers schärft. Er grenzt seine Mitglieder von verwandten Berufsgruppen ab und fördert so die Entwicklung eines klar definierten beruflichen Selbstverständnisses. Außerdem unterstützt er durch Weiterbildungsmaßnahmen den Kommunikationsnachwuchs und die Professionalisierung in der PR-Branche.
Internationalisierung lautet ein weiteres Ziel des BdKom. Der Verband möchte sich daher verstärkt Europathemen widmen und sich auch auf dieser Ebene vernetzen. Deshalb hat der BdKom den Anstoß zu einer europäischen Initiative, der European Association of Communication Directors, mit Sitz in Brüssel gegeben.
Gemeinsam mit der Deutschen Public Relations Gesellschaft und der Gesellschaft Public Relations Agenturen ist der BdKom seit Februar 2006 auch Träger des 1987 gegründeten Deutschen Rates für Public Relations, einer Einrichtung zur freiwilligen Selbstkontrolle der PR-Fachleute.

## Angebot
Der Bundesverband der Kommunikatoren besteht aus 8 Landesgruppen, welche über eigene Landessprecher verfügen, sowie aus länderübergreifenden Fachgruppen.
Nachwuchsqualifizierung wird in Form einer gemeinsamen Trägerschaft mit der Gesellschaft Public Relations Agenturen (GPRA) und der Deutschen Public Relations Gesellschaft (DPRG) geschaffen. Zudem werden mit der Gründung eines Young Professional-Networks ausgewählte PR-Nachwuchskräfte bereits im Rahmen ihrer universitären Ausbildung unterstützt und ihnen wird die Möglichkeit geboten, mit PR-Praktikern in Kontakt zu kommen.
Das Hauptangebot der Vereinigung liegt in der Wahrnehmung der berufsständischen Interessen und Imageförderung des Berufsstandes. Es werden regelmäßig Fachveranstaltungen und Workshops sowie spezielle Veranstaltungsformate der einzelnen Landes- und Fachgruppen durchgeführt. 

## BranchenpreisBdKom-Award
Der Verein vergibt jährlich im Rahmen des Kommunikationskongresses eine Reihe von Branchenpreisen, die heute BdKom-Awards heißen. Im Jahr 2004 startete der Verband den Preis unter dem Titel Goldener Apfel, zunächst als Journalistenpreis. Ab 2007 zeichnete der Verband herausragende PR und Öffentlichkeitsarbeit als Pressestelle des Jahres aus. Ab 2012 erfolgte die Auszeichnung mit dem Goldenen Apfel in den drei Kategorien Politik/Verwaltung, Verbände/NGOs und Unternehmen. Im Jahr 2018 wurde das Konzept geändert und der Preis in BdP-Award umbenannt. Seit 2020 heißt der Preis BdKom-Award für Kommunikation.
Der Verband zeichnet zudem pro Jahr eine Abschlussarbeit mit einem Nachwuchsförderpreis aus. Seit 2020 heißt der Preis BdKom Talent Award und wird im Rahmen der BdKom-Awards vergeben.
Preisträger:
- 2004:
  - Freddie Röckenhaus (Süddeutsche Zeitung), für investigativen Journalismus im Zusammenhang mit den Finanzverhältnissen bei Borussia Dortmund

- 2005:
  - brand-eins Redakteur Jeans Bergmann für Die Stimme des Herrn

- 2006:
  - Markus Grill (Stern) für Das Pharmaduell

- 2007:
  - Landesmarketing Mecklenburg-Vorpommern mit dem XXL Strandkorb auf dem G8-Gipfel

- 2008:
  - Bundesverband Deutscher Stiftungen für effektive, nachhaltige und einfallsreiche Pressearbeit

- 2009:
  - Unternehmenskommunikation: Royal Dutch Shell für das Projekt Shell-Eco-Marathon

- 2010:
  - Hauke Hannig, ebm-papst, für die Kampagne Auszubildende kommunizieren Nachwuchssorgen

- 2011:
  - Hamburg Ballett für die eine 360-Grad-Kommunikationskampagne

- 2012:
  - Politik/Verwaltung: Techniker Krankenkasse für den ganzheitlichen Kommunikationsansatz zum Thema Organspende, starke Social-Media-Aktivitäten, Einbindung von Betroffenen
  - Verbände/NGOs: Paritätischer Wohlfahrtsverband Hamburg, Koordinierungsstelle des Netzwerkes "Mehr Männer in Kitas"
  - Unternehmen: ThyssenKrupp

- 2013:
  - Politik/Verwaltung: Technische Universität Berlin für allgemeinverständliche und stringente Wissenschaftskommunikation mit vergleichsweise bescheidenen finanziellen Ressourcen
  - Verbände/NGOs: Vodafone Stiftung Deutschland für Aufbereitung von Studienergebnissen konsequent multimedial, relevante Leitmedien dienten als Multiplikatoren
  - Unternehmen: Gagfah für Transparente Kommunikation nach Krise konsequent eingeführt, als strategischer, PR-getriebener Bewusstseinswandel im Unternehmen

- 2014:[10]
  - Politik und Verwaltung: Feuerwehr Hamburg
  - Verbände/NGOs: Deutsches Institut für Wirtschaftsforschung
  - Unternehmen: DaWanda

- 2015:[11]
  - Politik und Verwaltung: Deutsches Zentrum für Luft- und Raumfahrt
  - Verbände/NGOs: Österreichischer Automobil-, Motorrad- und Touring Club
  - Unternehmen: Kaspersky Lab

- 2016:[12]
  - Sonderehrung: Pressestelle des Münchner Polizei zur Öffentlichkeitsarbeit im Rahmen des Anschlags in München 2016[13]
  - Politik und Verwaltung: Stadt Heidelberg
  - Verbände und NGOs: Welthungerhilfe
  - Unternehmen: DAK-Gesundheit

- 2017:[14]
  - Politik & Verwaltung: Klinikum Dortmund gGmbH "klinikumlive@socialmedia"
  - Verbände/NGOs: Wirtschaftsförderung Metropoleruhr GmbH "Innovation Call"
  - Unternehmen: adidas & Henkel "Kommunikative Begleitung des CEO-Wechsels bei adidas & Henkel" (Doppeleinreichung)

- 2018:
  - Team des Jahres: Otto Group für „#Kulturwandel 4.0“
  - Low-Budget: Keolis Deutschland, „Raus aus der Krise – Start in die Reputation“
  - Digitalkommunikation: Behörde für Arbeit, Soziales, Familie und Integration Hamburg für die Opferschutzkampagne „Aus/Weg“
  - CEO-Kommunikation: Vodafone Deutschland, Mr. Gigabit

- 2019:
  - Team des Jahres: Deutsche Telekom für „Telekom Botschafter – das Menschennetzwerk“
  - Low Budget: Klinikum Dortmund für „Lockstoff – aus Desinfektionsmittel wird Parfüm“
  - Digitale Kommunikation: Landeshauptstadt Dresden für „Prost Wahlzeit“
  - Sonderehrung: Staatstheater Stuttgart
  - CEO-Kommunikation: Bistum Hildesheim für „Reputation als Bischof durch Haltung und Dialog“

- 2020:[15]
  - Team des Jahres: Alfred-Wegener-Institut
  - Krisenkommunikation: Berliner Verkehrsbetriebe (BVG) für die Kampagne „Gemeinsam gegen Corona“
  - Digitale Kommunikation: Klinikum Dortmund für die Kampagne „Corporate Corona Erklärer“
  - Low Budget: St.-Augustinus-Gruppe für die Kampagne „Näht es bunt für Nase und Mund!“ für sich entscheiden.
  - Talent Award: Kristin Hansen (Universität Leipzig) für eine Abschlussarbeit zum ethisch verantwortungsvollen Einsatz von Künstlicher Intelligenz in der strategischen Kommunikation.
  - Sonderehrung (Ehrenpreis): Christian Drosten für seine Kommunikations- und Aufklärungsarbeit in der COVID-19-Pandemie

- 2021:[16]
  - Team des Jahres: BioNTech SE, "Kommunikation von „Project Lightspeed“ – Wie BioNTech weltweit Vertrauen aufbaute"
  - Corona-Kommunikation: Universitätsklinikum Tübingen, "Einblicke in die Covid-19-Intensivstation"
  - Low Budget: Klinikum Dortmund, "Tiny Hospital"
  - Digitale Kommunikation: Börse Stuttgart: "Jenseits von „HODL“ und „To the Moon“ – Die YouTube-Kommunikation der Gruppe Börse Stuttgart zu Kryptowährungen"

- 2022:
  - Sonderehrung (Ehrenpreis): Steffen Seibert für seine Tätigkeit als Regierungssprecher von 2010 bis 2021[17]